# 龍仁ソウル高速道路
龍仁ソウル高速道路（ヨンインソウルこうそくどうろ、171号線）は、大韓民国京畿道龍仁市からソウル特別市瑞草区まで至る高速道路（高速国道）である。

## 概要
ソウルから南へ伸びる高速道路として、在来の京釜高速道路があったものの、交通量の飽和状態により近郊のICを追加できない状況だった。そのため、京釜高速道路の交通量を分散しつつ、近郊の高速道路の接近性を上げるために提案された路線である。2009年から2018年、金土JCTが開通するまでは、他の高速道路とは交差はするものの、連絡ジャンクションが全くない路線であった。
同じ番号を使う路線として烏山華城高速道路があるものの、相互間の高速道路の連絡は現在行われておらず、峰霊路（国道43号の一部）を経由する形となっている。なお、この区間の連絡高速道路として「烏山～龍仁高速道路」（仮称）が構想中である。

### 路線データ
- 起点：京畿道龍仁市器興区霊徳洞（興徳IC）
- 終点：ソウル特別市瑞草区内谷洞（献陵IC）
- 全長：22.9 km
- 管理会社：京水高速道路（2009年～2039年）
- 制限最高速度 100 km/h
- 制限最低速度 50 km/h
- 車線数
  - 興徳IC～高登IC：6車線
  - 高登IC～献陵IC：4車線

## 歴史
- 2003年9月18日 「霊徳～良才高速道路」事業（仮称）の第三者提案公告[2]
- 2004年11月3日 高速国道141号龍仁ソウル線として路線指定[3]
- 2005年5月21日 「龍仁～ソウル高速道路」事業の民間投資事業実施計画が承認[4]
- 2008年1月3日 高速道路の路線変更により141号から171号に改番[5]
- 2009年7月1日 全区間開通[6]
- 2022年8月8日 集中豪雨のため西板橋インターチェンジ付近で土砂崩れが発生。道路が埋没して、交通表示板が倒れる等の被害[7]

## 道路状況

### 交通量
24時間交通量（台） 交通量統計年報（随時統計）
| 区間                  | 2010年 | 2015年  | 2020年  | 2023年  |
| --------------------- | ------ | ------- | ------- | ------- |
| 興徳IC - 光教上峴IC   | 49,170 | 61,854  | 94,014  | 86,707  |
| 光教上峴IC - 西水枝IC | 70,522 | 84,775  | 130,371 | 126,134 |
| 西水枝IC - 西盆唐IC   | 72,887 | 110,147 | 133,815 | 124,457 |
| 西盆唐IC - 西板橋IC   | 72,306 | 106,903 | 130,233 | 125,415 |
| 西板橋IC - 金土JCT    | 48,649 | 72,914  | 68,270  | 99,317  |
| 金土JCT - 高登IC      | 48,649 | 72,914  | 68,270  | 58,811  |
| 高登IC - 献陵IC       | 45,031 | 61,194  | 56,029  | 48,822  |

## インターチェンジなど
| IC 番号                                | 施設名                                 | 施設名                                 | 接続路線名                                                                                      | 起点 から (km)                         | 備考                                                                    | 所在地                                 | 所在地                                 |
| 地方道311号（東部大路） 東灘・烏山方面 | 地方道311号（東部大路） 東灘・烏山方面 | 地方道311号（東部大路） 東灘・烏山方面 | 地方道311号（東部大路） 東灘・烏山方面                                                          | 地方道311号（東部大路） 東灘・烏山方面 | 地方道311号（東部大路） 東灘・烏山方面                                  | 地方道311号（東部大路） 東灘・烏山方面 | 地方道311号（東部大路） 東灘・烏山方面 |
| -------------------------------------- | -------------------------------------- | -------------------------------------- | ----------------------------------------------------------------------------------------------- | -------------------------------------- | ----------------------------------------------------------------------- | -------------------------------------- | -------------------------------------- |
| 1                                      | 興徳IC                                 | 흥덕 나들목                            | 地方道311号（東部大路） 龍仁市龍仁興徳地区都市計画道路大路2-1号（興徳3路）・2-2号（興徳中央路） | 0.0                                    |                                                                         | 京畿道                                 | 龍仁市                                 |
| 2                                      | 光教上峴IC                             | 광교상현 나들목                        | 国道43号（蒼龍大路・圃隠大路） 水原市都市高速道路水原北部循環路                                 | 3.0                                    | ソウル方面の出入りのみ                                                  | 京畿道                                 | 龍仁市                                 |
| 3                                      | 西水枝IC                               | 서수지 나들목                          | 龍仁市都市計画道路大路2-17号（星福1路）                                                         | 5.6                                    |                                                                         | 京畿道                                 | 龍仁市                                 |
| TG                                     | 西水枝TG                               | 서수지 요금소                          |                                                                                                 | 6.5                                    | 本線料金所                                                              | 京畿道                                 | 龍仁市                                 |
| 4                                      | 西盆唐（古基）IC                       | 서분당 (고기) 나들목                   | 地方道334号（東幕路）                                                                           | 10.3                                   |                                                                         | 京畿道                                 | 城南市                                 |
| 5                                      | 西板橋IC                               | 서판교 나들목                          | 国家支援地方道57号（安養板橋路）                                                                | 13.4                                   |                                                                         | 京畿道                                 | 城南市                                 |
| TG                                     | 金土TG                                 | 금토 요금소                            |                                                                                                 | 16.1                                   | 本線料金所                                                              | 京畿道                                 | 城南市                                 |
| 5A                                     | 金土JCT                                | 금토 분기점                            | 高速国道1号京釜線                                                                               | 16.5                                   | 良才方面と龍仁方面との連絡のみ                                          | 京畿道                                 | 城南市                                 |
| 6                                      | 高登IC                                 | 고등 나들목                            | 城南市都市計画道路中路2-16号（清渓山路）                                                        | 17.8                                   | 龍仁方面の出入りのみ                                                    | 京畿道                                 | 城南市                                 |
| 7                                      | 献陵IC                                 | 헌릉 나들목                            | ソウル特別市道27号長旨嘉会線（案内：41号献陵路）                                                | 17.8                                   | ソウル特別市道30号内谷月谷線（案内：51号） 盆唐内谷都市高速化道路と連絡 | ソウル特別市 瑞草区                    | ソウル特別市 瑞草区                    |